# Valea lui Ion, Bacău
Valea lui Ion este un sat în comuna Blăgești din județul Bacău, Moldova, România.

## Personalități locale
- Ion Rotaru, critic și istoric literar, profesor la Universitatea din București

 Acest articol despre o localitate din județul Bacău este deocamdată un ciot. Puteți ajuta Wikipedia prin completarea lui.